# سوبر ماريو برذرز 35
سوبر ماريو برذرز 35 (بالإنجليزية: Super Mario Bros. 35)‏ هي لعبة منصات متعددة اللاعبين عبر الإنترنت متوقفة مع عناصر معركة رويال. تم تطوير اللعبة بواسطة أريكا ونشرتها نينتندو، وقد تم إنشاء اللعبة للاحتفال بالذكرى السنوية الخامسة والثلاثين لسوبر ماريو برذرز في عام 2020. وتم إصدارها على نينتندو سويتش باعتبارها لعبة مجانية قابلة للتنزيل لأعضاء خدمة نينتندو سويتش أونلاين في 1 أكتوبر 2020. تم إيقاف اللعبة في 1 أبريل 2021، بعد انتهاء احتفالات الذكرى السنوية الخامسة والثلاثين لسوبر ماريو برذرز.
تميزت اللعبة بالنظام الأساسي الكلاسيكي لسوبر ماريو برذرز، مع إضافة 35 لاعباً يتنافسون في الوقت الفعلي في شكل معركة رويال. تم إرسال الأعداء الذين هزمهم اللاعب إلى خصوم آخرين باستخدام أحد خيارات الاستهداف الأربعة. تضمنت اللعبة شكا من القوة التي يمكن الحصول عليها من خلال إنفاق العملات المعدنية المجمعة على «لعبة الروليت» وجهاز توقيت يمكن تمديده عن طريق هزيمة الأعداء وإكمال المستويات. تلقت اللعبة تعليقات إيجابية بشكل عام من النقاد، حيث أشادوا بمفهوم اللعبة الفريد من الجمع بين سوبر ماريو برذرز مع لعبة باتل رويال والابتكار، مع انتقاد تكرار اللعبة وبساطتها.